# Myrioneuron tonkinense
Myrioneuron tonkinense är en måreväxtart som beskrevs av Charles-Joseph Marie Pitard. Myrioneuron tonkinense ingår i släktet Myrioneuron och familjen måreväxter.
Artens utbredningsområde är Vietnam. Inga underarter finns listade i Catalogue of Life.